# 바운티소스

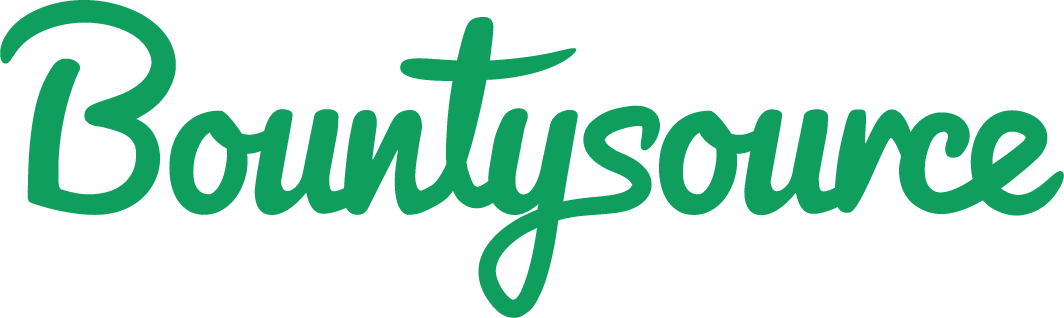
로고.

바운티소스(Bountysource)는 오픈 소스 소프트웨어를 위한 협력 프로젝트 관리 서비스이다. 이 웹사이트의 프로젝트는 보통 오픈 소스 이니셔티브-인증 라이선스를 갖고 있다.  소스포지.넷이나 Trac, 버그질라 같은 무료 서비스•소프트웨어와 마찬가지로, 바운티소스에서도 개발자들은 버그 및 기능 요구 사항을 추적할 수 있다. 다른 서비스•소프트웨어와는 달리 바운티소스는 "현상금"(바운티) 제도를 통합 운영하고 있으며, 이것을 바운티소스 서비스의 핵심 포인트로 삼고 있다.
현재 약 350여 개의 프로젝트를 호스팅하고 있다. 소스포지.넷 등과 비교할 때 많은 수는 아니다.

## 역사
바운티소스는 2003년 말 시작하였다. (도메인 등록 데이터에 의거) 이 웹사이트는 원래는 PHP로 작성되어 있었으나, 2006년 3월 18일 루비 온 레일즈로 작성 언어를 바꾸었다.

## 기능

### 현상금
버그 리포트나 기능 요구 사항 각각에는 현상금이 붙을 수 있다. 현상금을 거는 사람 수에는 제한이 없다. 각 현상금은 개발자들에게 인센티브로서 작용한다. 또한 사용자들이 프로젝트가 더 개선되어 나갈 방향이라고 생각하는 곳이 어딘지 개발팀이 파악할 수 있게 해 준다. 바운티소스는 현재 페이팔과 직접적으로 연동된다. 현상금은 처음에는 에스크로로서 유지된다. 에스크로로서 유지되기 이전에는, 각 개인이 현상금을 "지불 보증"해야 했기 때문에, 개발자들은 현상금을 좀처럼 받을 수 없었다.

### 서브버전호스팅
각 프로젝트에 대해 바운티소스는 SVN 코드 저장소를 제공한다. SVN을 써서 CVS보다 나은 코드 버전 제어가 가능하다. 2006년 5월 8일 기준으로, 바운티소스는 "자체 제작" SVN 브라우저를 시스템에 연동해 놓고 있다.

### 태스크 트랙커
바운티소스는 "자체 제작" 태스크 트랙커를 제공한다. 태스크 트랙커는 개발자나 프로젝트 관리자가 릴리즈 스케줄(로드맵)에 맞게 태스크를 조직하고 꾸릴 수 있도록 도와 준다. 태스크를 특정 개발자에게 할당할 수도 있으며, 현상금이 각 태스크에 걸리게 할 수도 있다.

### 콘텐트 관리
콘텐트 관리 시스템은 현재 텍스타일 마크업 언어 및 자체 제작한 위키 비슷한 시스템을 사용, 프로젝트의 콘텐트를 표시할 수 있게 해 주고 있다. 각 프로젝트에게는 바운티소스 상의 서브도메인이 주어진다 - http://PROJECT.bountysource.com/처럼 말이다.

## 오픈 소스 릴리즈
2006년 5월 11일, 바운티소스는 자체 개발한 SVN 브라우저인 "bsSvnBrowser"를 GNU 일반 공중 사용 허가서 하에 릴리즈 하였다.. 향후, 바운티소스는 그들의 코드 중 많은 부분을 오픈 소스로 공개할 예정이라고 밝혔다.

## 같이 보기
- 소스포지 엔터프라이즈 에디션
- 소스포지.넷
- 코드플렉스